# Desigualdades de Cauchy
Em análise complexa, as desigualdades de Cauchy, nomeadas em honra a Augustin Louis Cauchy, enunciam-se do seguinte modo: se f for uma função analítica de uma variável complexa cujo domínio contenha, para algum c ∈ C e para algum r > 0, todos os números complexos z tais que |z − c| ≤ r, então, para cada inteiro não-negativo n,
{\displaystyle {\frac {{\bigl |}f^{(n)}(c){\bigr |}}{n!}}\leqslant {\frac {\sup _{|z-c|=r}|f(z)|}{r^{n}}}\cdot }
Repare-se que o membro da esquerda da desigualdade refere-se somente ao valor da n-ésima derivada de f no ponto c, enquanto que para o da direita só se entram em conta com os valores de f na circunferência de centro c e raio r, da qual c não faz parte.

## Demonstração
Esta desigualdade resulta da fórmula integral de Cauchy. Se se definir a função γ de [0,2π] em C por
{\displaystyle \gamma (t)=c+re^{it},\,}
então
{\displaystyle {\frac {f^{(n)}(c)}{n!}}={\frac {1}{2\pi i}}\int _{\gamma }{\frac {f(z)}{(z-c)^{n+1}}}dz,}
pelo que
{\displaystyle {\begin{aligned}{\frac {{\bigl |}f^{(n)}(c){\bigr |}}{n!}}&=\left|{\frac {1}{2\pi i}}\int _{\gamma }{\frac {f(z)}{(z-c)^{n+1}}}dz\right|\\&\leqslant {\frac {1}{2\pi }}\cdot {\frac {2\pi r\sup _{|z-c|=r}|f(z)|}{r^{n+1}}}\\&={\frac {\sup _{|z-c|=r}|f(z)|}{r^{n}}}\cdot \end{aligned}}}